# Nationalbibliothek von Costa Rica
Die Nationalbibliothek von Costa Rica (seit 1961 Biblioteca Nacional „Miguel Obregón Lizano“, offizielle Abkürzung BNMOL) befindet sich im Zentrum der costa-ricanischen Hauptstadt San José. Sie hat den Auftrag, sämtliche in Costa Rica veröffentlichten Druckwerke zu bibliographieren und der Öffentlichkeit zugänglich zu machen. Die BNMOL ist eine Präsenz- und keine Ausleihbibliothek.

## Geschichte
Aufgrund der geographischen und dadurch bedingt ökonomischen und kulturellen Abgeschiedenheit Costa Ricas während der spanischen Kolonialzeit wurden die ersten Druckereien „La Paz“ und „La Merced“ erst 1830 eingerichtet, während sich die erste Druckerei in Antigua Guatemala, seinerzeit Hauptstadt des Generalkapitanats Guatemala, dem Costa Rica als Provinz angehörte, bereits 1659 etabliert hatte. Das erste in Costa Rica gedruckte Buch war „Breves lecciones de Aritmética“ von einem Bachiller Osejo, das 1830 in der Druckerei „La Paz“ erschien.
Gegründet wurde die Bibliothek offiziell am 13. Oktober 1888 im Zuge der Auflösung der Universidad de Santo Tomás, der ersten Universität Costa Ricas, die 1845 gegründet worden und eine katholische Institution war. Den Namenszusatz erhielt sie 1961 zu Ehren von Miguel Obregón Lizano (1861–1935), der sich intensiv für das Bibliothekswesen Costa Ricas eingesetzt hatte und auch der erste Direktor der Nationalbibliothek war. Bis zur Gründung der Bibliothek hatte es seit 1847 verschiedene Lesezirkel bzw. Lesegesellschaften gegeben wie die „Anglo-Saxon Library Association“, die eine umfangreiche Sammlung von englischsprachiger Literatur enthielt, aber offenbar nur von 1867 bis 1870 existierte und nur von Mitgliedern des Vereins benutzt werden konnte.

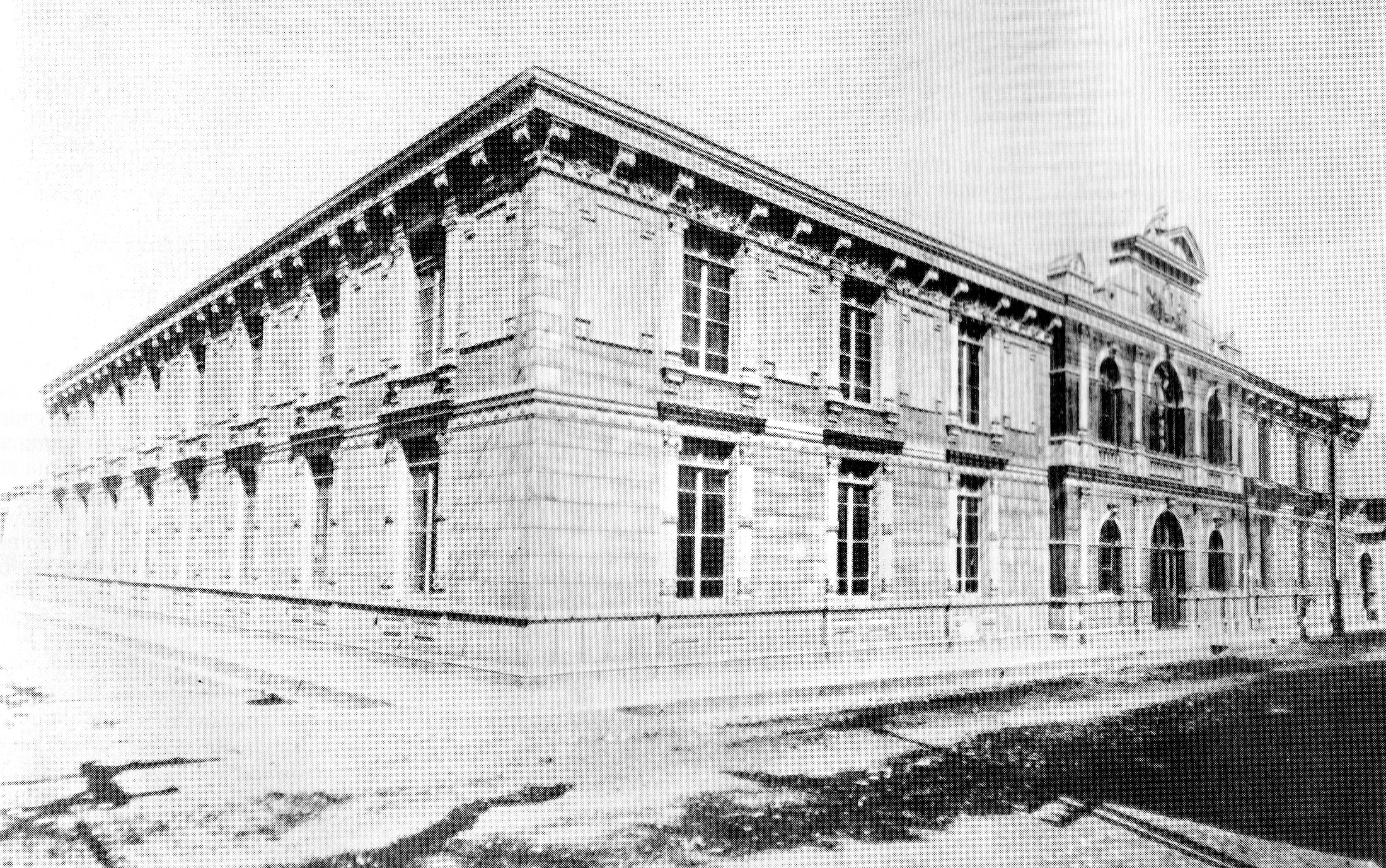
Biblioteca Nacional de Costa Rica, San José, vermutlich um 1910

Im Laufe ihrer Geschichte war die Nationalbibliothek in verschiedenen Gebäuden untergebracht. Das erste eigens errichtete Gebäude wurde 1906/07 errichtet und befand sich zwischen der 5. Avenida und der 1. Calle San Josés. Die Baukosten betrugen 30.270,53 Colones. Nach einer Beschreibung des Guatemalteken Joaquin Méndez Russel war es ein elegantes und imposantes Gebäude, das von einer Minerva-Büste als Symbol der Wissenschaften und Künste gekrönt wurde. Es wurde, unklar wann, abgerissen; 1988 befand sich dort ein Park.
1910 bestand das Personal aus einem Bibliothekar (Direktor), einem Sekretär, gleichzeitig stellvertretender Direktor, drei Hilfskräften, einem Wächter und zwei Schreibern. Benutzerstatistiken sind offenbar nur rudimentär überliefert:
- 1938: 41.298 Leser
- 1948: 56.232 Leser
- 1950: 82.387 Leser[3]

1934 wurde der Spanien-Saal (Sala España) eingerichtet, da die spanische Regierung Costa Rica 1.500 Werke spanischer Schriftsteller einschließlich eines Bibliothekskatalogs geschenkt hatte. Die Werke durch die „Magallanes“ der Compañia Trasatlántica Española im Oktober 1934 in Puerto Limón angeliefert, durch den Hafenkapitän in Empfang genommen und durch den spanischen Konsul in Limón nach San José verbracht.
Aufgrund des offenbar schon in den 1950er Jahren schlechten Bauzustands der Bibliothek entstanden Überlegungen zu einem Neubau, die sich 1966/67 konkretisierten. 1971 wurde das heutige Gebäude (Edifício Biblioteca Nacional) eingeweiht. Es befindet sich im Stadtzentrum zwischen den Avenidas 3 und 3B und den Calles 15 und 17 am Parque Nacional in unmittelbarer Nähe des Nationalmonuments von Costa Rica.

## Funktion
Die BNMOL ist angeschlossen an das costa-ricanische Bibliotheksverbundsystem SINABI (Sistema Nacional de Bibliotecas), dem 57 öffentliche Bibliotheken in sieben Provinzen angehören. Durch das SINABI untersteht die Bibliothek dem Ministerium für Kultur und Jugend von Costa Rica (Ministerio de Cultura y Juventud de Costa Rica). Da die Hauptaufgabe von BNMOL in der Sicherung costa-ricanischer Druckwerke besteht, bildet die nationale Literatur den Schwerpunkt des Bestandes. Neben nationalen Zeitungen und Zeitschriften werden aber auch internationale Publikationen geführt. Der Bestand reicht, offenbar bedingt durch die Übernahme der Universitätsbibliothek, zurück bis auf Werke des 16. Jahrhunderts.
Die BNMOL ist angeschlossen an ABINIA (Asociación de Estados Iberoamericanos para el Desarollo de la Bibliotecas Nacionales de Iberoamérica). Aktuelle (2020) Direktorin ist Laura Rodríguez Amador. Geöffnet ist die BNMOL montags bis freitags von 08.00h bis 18.00h.